# Puy-Saint-André
Puy-Saint-André – miejscowość i gmina we Francji, w regionie Prowansja-Alpy-Lazurowe Wybrzeże, w departamencie Alpy Wysokie.

## Demografia
Według danych na rok 1990 gminę zamieszkiwało 287 osób, a gęstość zaludnienia wynosiła 19 osób/km². W styczniu 2015 r. Puy-Saint-André zamieszkiwały 484 osoby, przy gęstości zaludnienia wynoszącej 31,5 osób/km².